# Stortoppet hvene
Stortoppet hvene (Agrostis gigantea) er et almindeligt græs i Danmark. Det vokser både på fugtig, leret jord og på sandede overdrev. Det blomstrer i juli-august.
Stortoppet hvene minder om alm. hvene, men er 50-90 cm høj, med normalt mere end 5 mm brede blade og en skedehinde på de vegetative skud, der er 1,5-6 mm lang.